# Флаг Ашинского района
Флаг Аши́нского муниципального района — официальный символ Ашинского муниципального района Челябинской области Российской Федерации. Принят 23 сентября 2003 года. До муниципальной реформы — флаг муниципального образования «город Аша и Ашинский район».

## Описание
«Флаг муниципального образования „город Аша и Ашинский район“ представляет собой зелёное прямоугольное полотнище с соотношением ширины к длине 2:3, несущее гербовую композицию: три белые остроконечные горы, возрастающие к свободному краю полотнища, над ними — семь красных звёзд, уменьшающихся вправо, и вдоль нижнего края — синяя волнистая полоса в 1/4 ширины полотнища».

## Обоснование символики
В основу композиции флага Ашинского района положены исторические, географические, природные, экономические и культурные особенности района.
Ашинский район по праву считается «уральской Швейцарией» — об этом говорят зелёное поле флага, горы, волнисто пересечённая лазоревая оконечность.
Зелёная часть флага — цвет природы, символ надежды, жизни, весны, радости, здоровья. Уникальность, неповторимость природы Ашинского района представляют несомненный интерес для альпинистов, археологов, спелеологов, туристов.
Горы показывают географическое расположение Ашинского района — на западном склоне Южного Урала у подножия хребта Каратау, на живописных склонах которого создаётся современный центр горнолыжного туризма и отдыха. Горы символизируют природные богатства района, неразрывную связь с окружающей природой.
Вместе с тем, символика горы в геральдике многозначна:
— основание горы — это устойчивость, уверенность, незыблемость, неизменность, нерушимость;
— подъём горы — внутренний рост;
— вершина горы — духовное восхождение, озарение;
Следовательно, преодоление горы, восхождение на гору — познание самого себя.
Белый цвет (серебро) — символ совершенства, благородства, чистоты, веры, мира.
Синяя волнистая полоса показывает реку Сим (правый приток реки Белой), на которой расположены города района — Аша, Сим, Миньяр.
Синий цвет (лазурь) — символ возвышенных устремлений, мышления, искренности и добродетели.
Звезды аллегорически показывают градообразующие предприятия Ашинского района и символизируют основные производства района, на что указывает их красный цвет — цвет трудовой славы, а серебряное окаймление звёзд — символ мудрости, чистоты, веры — означает совершенство профессиональных качеств работающих на них специалистов.
Звезда — один из древнейших символов человечества — это символ вечности, путеводности, высоких устремлений, идеалов. Пятиконечные звезды в геральдике — символ оберега, обороны.
Красный цвет в геральдике символизирует труд, жизнеутверждающую силу.